# Julia Garner
Julia Garner (Bronx, Nova Iorque, 1 de fevereiro de 1994) é uma atriz e modelo norte-americana, conhecida por interpretar Ruth Langmore na série Ozark, da Netflix. Por sua performance na série, venceu três Emmys, sendo dois consecutivos, na categoria de Melhor Atriz Coadjuvante em Série Dramática, em 2019, 2020 e 2022.. Em 2022, foi indicada novamente ao prêmio, dessa vez como Melhor Atriz em Minissérie ou Telefilme, por sua performance na minissérie Inventing Anna, da Netflix, onde interpretou a impostora russa Anna Sorokin.

## Filmografia

### Filmes
| Ano  | Título                           | Papel                          | Notas          |
| ---- | -------------------------------- | ------------------------------ | -------------- |
| 2010 | The Dreamer                      | Girl on Sidewalk #3            | Curta-metragem |
| 2010 | One Thousand Cranes              | Dorian                         | Curta-metragem |
| 2011 | Martha Marcy May Marlene         | Sarah                          |                |
| 2011 | Our Time                         | Kaya                           | Curta-metragem |
| 2011 | Mac & Cheese                     | Mary Katherine Brown           | Short          |
| 2012 | Electrick Children               | Rachel McKnight                |                |
| 2012 | The Perks of Being a Wallflower  | Susan                          |                |
| 2012 | Not Fade Away                    | Girl In Car                    |                |
| 2013 | We Are What We Are               | Rose Parker                    |                |
| 2013 | The Last Exorcism Part II        | Gwen                           |                |
| 2013 | Hair Brained                     | Shauna Holder                  |                |
| 2014 | Get Ready                        |                                | Video short    |
| 2014 | Send                             | Girl                           | Curta-metragem |
| 2014 | I Believe in Unicorns            | Cassidy                        |                |
| 2014 | Sin City: A Dame to Kill For     | Marcie                         |                |
| 2015 | Grandma                          | Sage                           |                |
| 2016 | Good Kids                        | Tinsley                        |                |
| 2017 | Tomato Red                       | Jamalee Merridew               |                |
| 2017 | One Percent More Humid           | Catherine                      |                |
| 2017 | Everything Beautiful Is Far Away | Rola                           |                |
| 2019 | The Assistant                    | Jane                           |                |
| 2023 | The Royal Hotel                  | Hanna                          |                |
| 2024 | Apartment 7A                     | Terry Gionoffrio               |                |
| 2025 | Lobisomem                        | Charlotte Lovell               |                |
| 2025 | The Fantastic Four: First Steps  | Shalla-Bal / Surfista Prateada |                |
| 2025 | Weapons                          | Justine Gandy                  |                |

### Televisão
| Ano       | Title          | Papel              | Notas                                                    |
| --------- | -------------- | ------------------ | -------------------------------------------------------- |
| 2015–18   | The Americans  | Kimberly Breland   | Papel recorrente; 10 episódios                           |
| 2016      | Girls          | Charlie's Roommate | Episódio: "The Panic in Central Park"                    |
| 2016–17   | The Get Down   | Claudia Gunns      | 2 episódios                                              |
| 2017–2022 | Ozark          | Ruth Langmore      | Papel principal                                          |
| 2018      | Waco           | Michelle Jones     | Minissérie; 6 episódios                                  |
| 2018      | Maniac         | Ellie Landsberg    | Minissérie; 5 episódios                                  |
| 2018–19   | Dirty John     | Terra Newell       | Papel principal; 6 episódios                             |
| 2019      | Modern Love    | Maddy              | 2 episódios                                              |
| 2020      | Robot Chicken  | Várias vozes       | Episódio: "Callie Greenhouse in: Fun. Sad. Epic. Tragic" |
| 2022      | Inventing Anna | Anna Delvey        | Minissérie; papel principal                              |

## Prêmios e indicações
| Ano  | Prêmio                            | Categoria                                                      | Trabalho                 | Resultado |
| ---- | --------------------------------- | -------------------------------------------------------------- | ------------------------ | --------- |
| 2011 | Gotham Independent Film Awards    | Melhor Performance de Elenco                                   | Martha Marcy May Marlene | Indicado  |
| 2013 | Fantastic Fest                    | Melhor Atriz - Filme de Terror                                 | We Are What We Are       | Venceu    |
| 2014 | Fangoria Chainsaw Awards          | Melhor Atriz Coadjuvante                                       | We Are What We Are       | Indicado  |
| 2018 | SAG Awards                        | Melhor Atriz em Série de Drama                                 | Ozark                    | Indicado  |
| 2018 | SAG Awards                        | Melhor Elenco em Série de Drama                                | Ozark                    | Indicado  |
| 2018 | Critics' Choice Television Awards | Melhor Atriz Coadjuvante em Série de Drama                     | Ozark                    | Indicado  |
| 2018 | Critics' Choice Television Awards | Melhor Atriz Coadjuvante em Minissérie ou Telefilme            | Dirty John               | Indicado  |
| 2019 | Gold Derby Television Awards      | Melhor Atriz Coadjuvante em Série de Drama                     | Ozark                    | Indicado  |
| 2019 | Emmy Awards                       | Melhor Atriz Coadjuvante em Série de Drama                     | Ozark                    | Venceu    |
| 2020 | Emmy Awards                       | Melhor Atriz Coadjuvante em Série de Drama                     | Ozark                    | Venceu    |
| 2021 | Critics' Choice Television Awards | Melhor Atriz Coadjuvante em Série Dramática                    | Ozark                    | Indicado  |
| 2021 | Globo de Ouro                     | Melhor Atriz Coadjuvante em Televisão                          | Ozark                    | Indicado  |
| 2021 | SAG Awards                        | Melhor Atriz em Série de Drama                                 | Ozark                    | Indicado  |
| 2021 | SAG Awards                        | Melhor Elenco em Série de Drama                                | Ozark                    | Indicado  |
| 2022 | Emmy Awards                       | Melhor Atriz Coadjuvante em Série de Drama                     | Ozark                    | Venceu    |
| 2022 | Emmy Awards                       | Melhor Atriz em Minissérie ou Telefilme                        | Inventing Anna           | Indicado  |
| 2023 | Critics' Choice Television Awards | Melhor Atriz em Minissérie ou Telefilme                        | Inventing Anna           | Indicado  |
| 2023 | Critics' Choice Television Awards | Melhor Atriz Coadjuvante em Série Dramática                    | Ozark                    | Indicado  |
| 2023 | Globo de Ouro                     | Melhor Atriz Coadjuvante em Série Dramática ou Comédia/Musical | Ozark                    | Venceu    |
| 2023 | Globo de Ouro                     | Melhor Atriz em Minissérie ou Telefilme                        | Inventing Anna           | Indicado  |
| 2023 | SAG Awards                        | Melhor Atriz em Minissérie ou Telefilme                        | Inventing Anna           | Pendente  |
| 2023 | SAG Awards                        | Melhor Atriz em Série de Drama                                 | Ozark                    | Pendente  |
| 2023 | SAG Awards                        | Melhor Elenco em Série de Drama                                | Ozark                    | Pendente  |